# Ritratto di Simonetta Galimberti
Il Ritratto di Simonetta Galimberti è un dipinto a olio su tela e misura cm 60x46 realizzato nel 1861 circa dal pittore italiano Mosè Bianchi.
È conservato nei Musei Civici di Monza.